# Ciudadela de Budapest

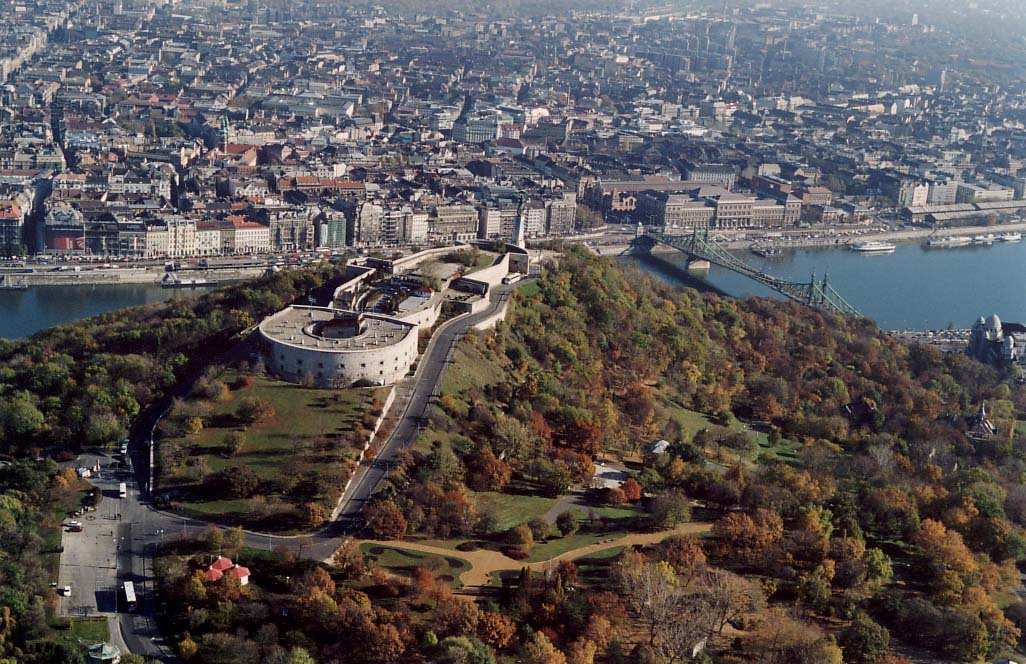
La Ciudadela de Budapest en la cima de la colina Gellért.

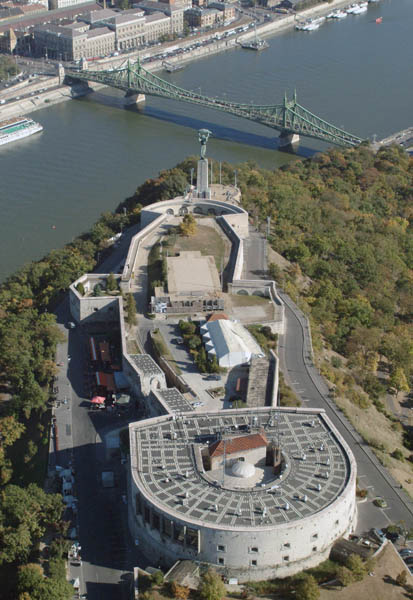
La ciudadela desde arriba.

La Ciudadela de Budapest (en húngaro: Citadella; pronunciado /ˈt͡sitɒdɛlːa/) es una fortificación situada en la cima de la colina Gellért de Budapest (Hungría). En húngaro, Citadella significa ciudadela. En otros idiomas, esta palabra se usa exclusivamente para referirse a la ciudadela de la colina Gellért, que ocupa un lugar que ha tenido una gran importancia estratégica en la historia militar de Budapest.

## Historia
La fortaleza fue construida en 1851 por Julius Jacob von Haynau, un comandante del Imperio austriaco, y diseñada por Emmanuel Zitta y Ferenc Kasselik, después de la Revolución húngara de 1848. Ocupa casi toda una meseta situada a 235 metros de altura. La ciudadela es una estructura con forma de U construida alrededor de un patio central, que tiene 220 metros de longitud, 60 metros de anchura y 4 metros de altura. Tenía una dotación de sesenta cañones.
Construida en realidad por trabajadores forzados húngaros, la ciudadela fue completada en 1854. En junio de ese mismo año, se instalaron en ella tropas austriacas. Tras el compromiso austrohúngaro de 1867 y la creación del Imperio austrohúngaro, los húngaros pidieron la destrucción de la ciudadela, pero las tropas de la guarnición austriaca no se marcharon hasta 1897, cuando su puerta principal fue dañada simbólicamente. No fue hasta finales de 1899 cuando la ciudad tomó posesión de la ciudadela. Unos meses después, en 1900, sus murallas fueron demolidas.
Durante la Revolución húngara de 1956, las tropas soviéticas ocuparon la ciudadela y dispararon desde ella hacia la ciudad durante el asalto que derrocó al Gobierno húngaro liderado por Imre Nagy.

## Lugares de interés

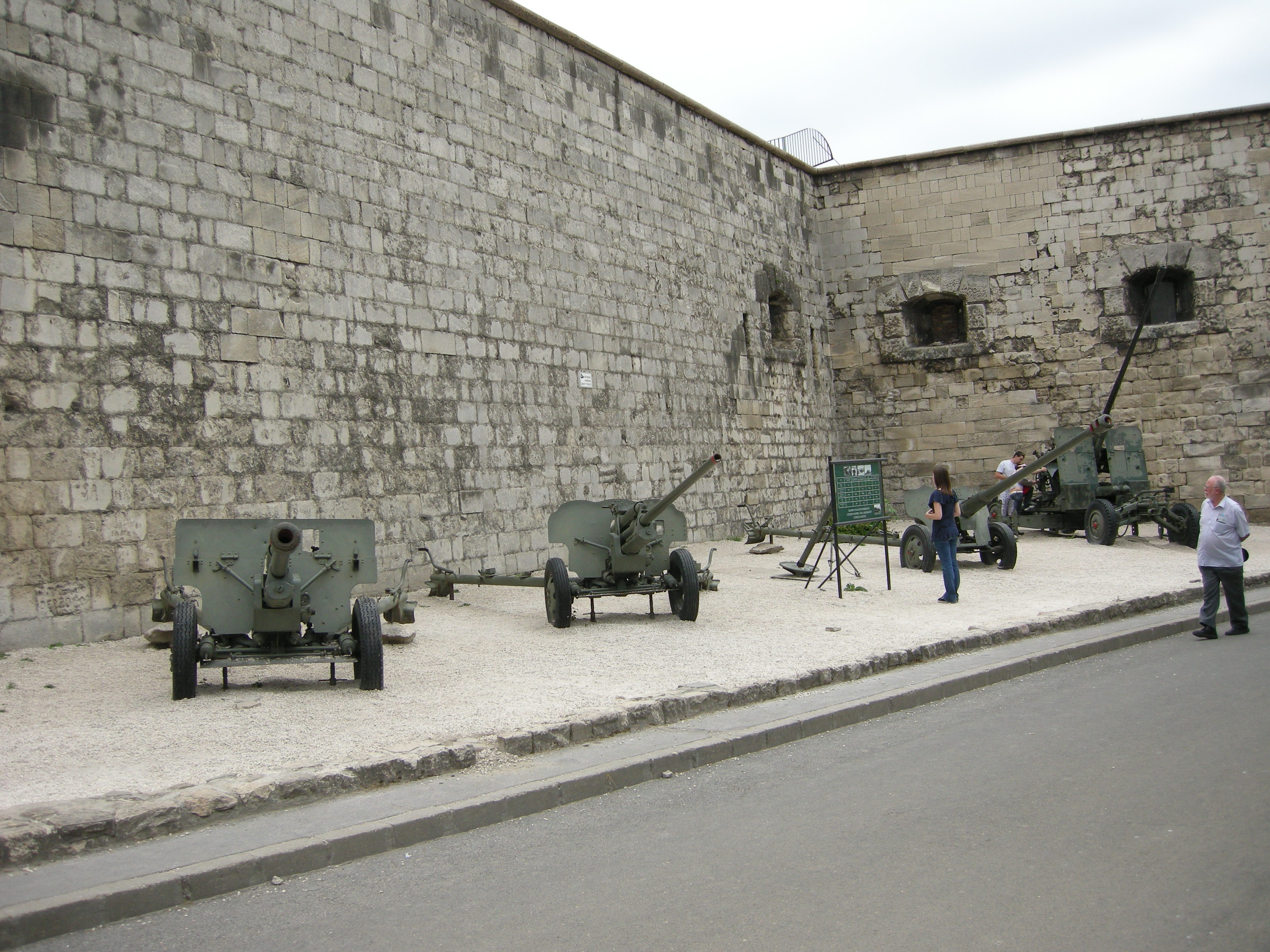
Armas junto a la ciudadela.

Junto al muro longitudinal de la ciudadela que da hacia el Danubio, hay una exposición al aire libre de una pequeña colección de armas del Ejército Rojo, la mayoría de las cuales datan de la Segunda Guerra Mundial. Las piezas son las siguientes (de izquierda a derecha en la imagen):
- un cañón de campaña M1942 (ZiS-3) de 76 mm, un diseño de 1942.
- Un cañón antitanque M1943 (ZiS-2) de 57 mm, un diseño de 1943.
- Un mortero de infantería BM-37 de 82 mm, un diseño de 1937.
- Un cañón de campaña D-44 de 85 mm, un diseño de 1944.
- Un cañón antiaéreo automático AZP (S-60) de 57 mm, un diseño de 1950.

La cima de la ciudadela ofrece unas vistas panorámicas de la ciudad de Budapest, el Danubio y sus ocho puentes. En el extremo oriental del complejo está la Estatua de la Libertad.